# التهاب الكبد C
التهاب الكبد الفيروسي ج (بالإنجليزية: Hepatitis C) هو مرض معدٍ يؤثر بشكل رئيسي على الكبد. فيروس الالتهاب الكبدي ج (بالإنجليزية: HCV) هو المسبب لهذا المرض. كثيراً ما لا يترافق الالتهاب الكبدي ج بأي أعراض، لكن العدوى المزمنة قد تؤدي إلى ظهور ندوب على الكبد، وبعد عدة سنوات قد تؤدي إلى التشمّع. في بعض الحالات، يعاني مرضى التشمع أيضاً من الفشل الكبدي أو سرطان الكبد أو من أوردة شديدة التورم في المريء والمعدة، ما قد يؤدي إلى نزيف شديد يؤدي إلى الوفاة.
تحدث العدوى بفيروس ج بشكل أساسي من خلال اختلاط الدم بسبب حقن العقاقير في الوريد والمعدات الطبية غير المعقمة ونقل الدم. يقدر عدد المصابين بفيروس ج في العالم بحوالي 130-170 مليون نسمة. وقد بدأ العلماء بدراسة فيروس الالتهاب الكبدي ج خلال السبعينات من القرن العشرين وأكدوا وجوده في عام 1989. ومن غير المعروف إذا ما كان يسبب المرض لدى أي حيوانات أخرى.

يعد العقاران إنترفيرون والريبافيرين العقاران الرئيسيان لعلاج الفيروس ج. ويشفى حوالي 50 - 80% من المرضى الذين يتم علاجهم بهذين العقارين. أما الذين يصابون بالتشمع الكبدي أو سرطان الكبد فقد يحتاجون إلى زرع الكبد، ولكن الفيروس عادة ما يعاود الظهور بعد إتمام الزرع. وتجدر الإشارة إلا أنه لا يوجد لقاح واقٍ لالتهاب الكبد بالفيروس ج.

## العلامات والأعراض
يسبب الالتهاب الكبدي ج أعراضاً حادة في 15% فقط من الحالات. وتكون الأعراض غير حادة ومبهمة، وتشمل نقص الشهية والإرهاق والغثيان وأوجاع العضلات أو المفاصل ونقص الوزن. وهناك بضع حالات فقط من العدوى الشديدة يظهر معها اليرقان. تنتهي العدوى بدون علاج في 10-50% من الحالات، ولدى صغار الإناث أكثر من غيرهن.

### العدوى المزمنة
يتطور الأمر لدى 80% من الأشخاص الذين يتعرضون للفيروس إلى عدوى مزمنة. أغلبهم يعاني من أعراض بسيطة أو لا يعاني من أي أعراض خلال العقود الأولى من العدوى بالرغم من أن الالتهاب الكبدي ج المزمن قد يقترن بالإرهاق. يعتبر الالتهاب الكبدي ج هو السبب الرئيسي لتشمع الكبد وسرطان الكبد لدى المصابين به لعدة سنوات. هناك ما بين 10-30% من الأشخاص المصابين لمدة تزيد عن 30 سنة ينتهي بهم الأمر إلى التشمع. والتشمع أكثر انتشاراً لدى المصابين بفيروس الالتهاب الكبدي الوبائي ب أو فيروس نقص المناعة ومدمني الكحول والذكور. ويواجه مرضى التشمع خطر الإصابة بسرطان الكبد بمعدل عشرين مرة أكثر من غيرهم، أي بمعدل 1-3% سنوياً. وبالنسبة لمدمني الكحول يتضاعف الخطر 100 مرة. الالتهاب الكبدي C هو السبب وراء 27% من حالات التشمع و25% من حالات سرطان الكبد.
قد يؤدي التشمع الكبدي إلى ارتفاع ضغط الدم في الأوردة التي تصل إلى الكبد وتجمع السوائل في الصدر وسهولة الإصابة بالكدمات أو النزف. وتضخم الأوردة خاصة في المعدة والمرئ، واليرقان (اصفرار الجلد) وتلف المخ.

### تأثيرات خارج الكبد
يقترن أيضاً الالتهاب الكبدي ج في حالات نادرة بمتلازمة جوغرن (اضطراب مناعي ذاتي) وعدد صفيحات دم أقل من المعدل الطبيعي وأمراض جلدية مزمنة والسكري ولمفومات غير هودجكينية. هناك تأثيرات أخرى تحدث في الفم مثل الحزاز المسطح ، التهاب الغدد اللعابية، جفاف الفم، اللسان الناعم، صرير الأسنان، وطفح جلدي يحيط بالفم.

## المسببات

الإصابة بمرض التهاب الكبد الفيروسي في الولايات المتحدة الأمريكية حسب المصدر

فيروس الالتهاب الكبدي ج هو فيروس حمض نووي ريبوزي (RNA) صغير مغلف أحادي النطاق إيجابي الاتجاه، وهو ينتمي إلى جنس “hepacivirus” في عائلة “Flaviridae”. هناك سبعة أنماط جينية رئيسية من فيروس الالتهاب الكبدي C. في الولايات المتحدة الأمريكية، نجد أن النمط الجيني 1 هو المسؤول عن 70% من الحالات، في حين أن النمط الجيني 2 مسؤول عن 20% منها؛ وكل من الأنماط الجينية الأخرى مسؤول عن 1% من الحالات. كما أن النمط الجيني 1 هو الأكثر انتشاراً أيضاً في كل من أمريكا الجنوبية وأوروبا.

### الانتقال
الطريقة الأساسية لانتقال الفيروس في العالم المتقدم هي حقن العقاقير في الوريد. أما في الدول النامية فالوسائل الأساسية هي نقل الدم والإجراءات الطبية غير الآمنة 
وتبقى أسباب الانتقال غير معروفة في 20% من الحالات؛ ولكن العديد من تلك الحالات تحدث على الأغلب بسبب حقن العقاقير في الوريد.

#### حقن العقاقير في الوريدً
يعد حقن العقاقير في الوريد عامل خطورة كبير بالنسبة لفيروس الالتهاب الكبدي ج في العديد من أنحاء العالم. وتظهر دراسة لـ 77 دولة أن معدلات المصابين بالالتهاب الكبدي C بين مستخدمي العقاقير بالحقن في الوريد تبلغ 60% - 80%، وذلك في 25 دولة منها بما فيها الولايات المتحدة الأمريكية والصين. هناك اثنتا عشرة دولة تصل معدلات الإصابة فيها لأكثر من 80% هناك عشرة ملايين مستخدم للعقاقير الوريدية مصاب بالالتهاب الكبدي ج؛ ونجد أعلى أعداد الإصابات في كل من الصين (1.6 مليون) والولايات المتحدة الأمريكية (1.5 مليون) وروسيا (1,3 مليون). معدلات الإصابة بفيروس ج ضمن نزلاء السجون في الولايات المتحدة تبلغ 10 إلى 20 ضعف معدلاتها في التعداد العام، وترجع الدراسات ذلك إلى الممارسات عالية الخطوة مثل تعاطي العقاقير بالحقن في الوريد والوشم باستخدام معدات غير معقمة.

#### الخطر في الرعاية الصحية
تشكل عمليات نقل الدم ومنتجات الدم ونقل الأعضاء بدون الكشف عن فيروس ج خطرا حقيقيا لإمكانية التعرض للعدوى. وقد فرضت الولايات المتحدة الأمريكية إجراء كشف عام ابتداء منذ عام 1992، ومنذ ذلك الحين انخفض معدل العدوى من 1 لكل 200 وحدة دم  إلى 1 لكل 10,000 إلى 100,000 وحدة دم. تبقى هذه المخاطرة المنخفضة موجودة لأن المتبرع بالدم يحتاج لفترة حضانة تستمر 11-70 يوما بين إصابته بفيروس ج وظهور نتيجة إيجابية عند الكشف على الدم. بعض الدول لا زالت لا تكشف عن فيروس ج بسبب تكلفته.
إن تعرض شخص ما للإصابة بوخزة إبرة استعملها شخص مصاب بفيروس ج يعرضه للإصابة بالفيروس بنسبة 1.8%. ويصبح الخطر أكبر إذا كانت الإبرة المستخدمة مجوفة وأدخلت لمسافة عميقة. هناك خطر من تعرض المخاط للدم؛ ولكن هذا الخطر بسيط ولا يوجد أي خوف في حالة ملامسة الدم للجلد السليم.
ينتقل فيروس ج أيضاً عن طريق معدات المستشفيات بما في ذلك: إعادة استخدام إبر الحقن والمحاقن وأمبولات الدواء المتعددة الاستخدام وأكياس المحاليل الوريدية والمعدات الجراحية غير المعقمة. كما تعتبر المعايير المتدنية لتعقيم الوحدات الطبية ووحدات الأسنان هي السبب الرئيسي وراء انتشار فيروس ج في مصر.

#### الاتصال الجنسي
من غير المعروف ما إذا كان من الممكن أن ينتقل فيروس ج من خلال الممارسة الجنسية أم لا.
وفي حين يوجد ارتباط بين النشاط الجنسي المرتفع الخطورة وفيروس ج، إلا أنه من غير الواضح ما إذا كان انتقال المرض بسبب تعاطي المخدرات الذي لا يُذكر أم من ممارسة الجنس بحد ذاته. الدليل يؤكد عدم وجود أي خطر للممارسة الجنسية مغايرة الجنس بين الأزواج الذين لا يمارسون الجنس مع آخرين. أما الممارسات الجنسية المسببة لمستويات مرتفعة من الرض والأذى للانسجة الداخلية المبطنة للقناة الشرجية مثل الجماع الشرجي أو ما يحدث أثناء وجود مرض منتقل جنسياً أيضاً بما في ذلك الإصابة بفيروس نقص المناعة أو تقرح الأعضاء التناسلية فهي تشكل خطرا. تنصح حكومة الولايات المتحدة الأمريكية باستخدام واقي ذكري فقط للوقاية من انتقال فيروس ج بين الأشخاص متعددي الشركاء.

#### ثقب الجسم
يرتبط رسم الوشم بزيادة خطر الإصابة بفيروس ج بمعدل 2 – 3 أضعاف. يمكن أن وينتج هذا عن استخدام معدات غير معقمة أو تلوث الصبغات المستخدمة كانت رسوم الوشم أو ثقوب الجسم التي تتم قبل منتصف الثمانينيات وتلك التي يقوم بها أشخاص غير متخصصين مثارا كبيرا للقلق، حيث أن استخدام تقنيات التعقيم في مثل هذه الظروف كان ضعيفاً. ويظهر الخطر أيضاً بشكل أكبر في حالة رسوم الوشم الكبيرة. يتشارك نصف عدد نزلاء السجن تقريبا في استعمال معدات رسم الوشم غير المعقمة. ومن النادر أن يكون رسم الوشم في أماكن مرخصة مرتبط بشكل مباشر بالعدوى بفيروس C.

#### الاتصال بالدم
يمكن لأدوات العناية الذاتية كأمواس الحلاقة وفرش الأسنان وأدوات العناية باليدين والقدمين أن تكون على تماس مع الدم. ومشاركة استخدام هذه الأدوات مع الآخرين قد تعرضك للإصابة بفيروس ج C. يجب توخي الحذر في حالة حدوث أي أي جرح أو نزف لأي سبب آخر. لا ينتشر فيروس C عن طريق الاتصال العارض مثل العناق أو القبلات أو الاستعمال المشترك لأدوات المائدة أو أدوات الطبخ.

#### الانتقال من الأم إلى جنينها
يحدث انتقال فيروس ج من الأم المصابة إلى جنينها في أقل من 10% فقط من حالات الحمل. لا توجد أي تدابير تغير من هذا الخطر. يمكن أن يحدث الانتقال خلال فترة الحمل أو عند الولادة. فترة المخاض الطويلة ترتبط بإمكانية أعلى لانتقال المرض. لا توجد أي دلائل تشير إلى أن الرضاعة تنقل فيروس ج؛ ولكن يجب على الأم المصابة تجنب الإرضاع إذا كانت مصابة بتشقق ونزف في حلمة الثدي، أو إذا كان عدد الفيروسات لديها مرتفعة.

## التشخيص

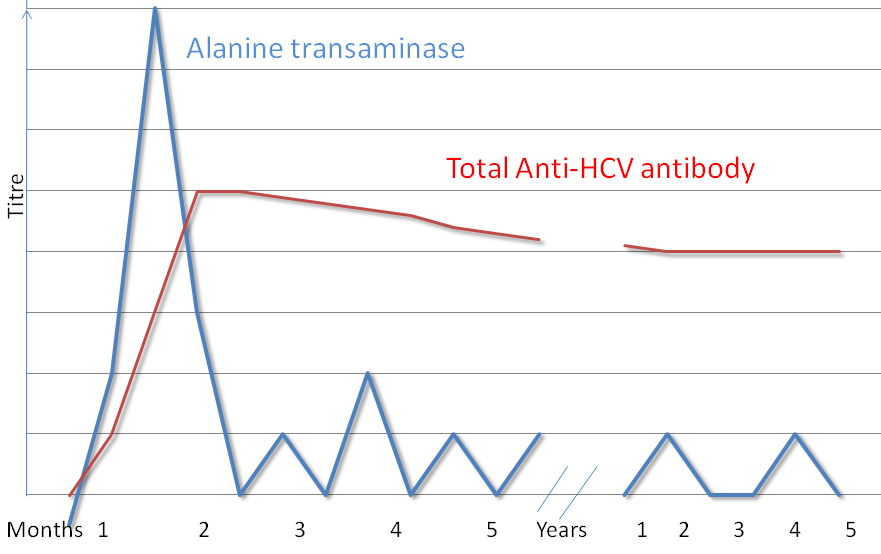
الملف المصلي لعدوى التهاب الكبد الوبائي سي

الفحوص التشخيصية للالتهاب الكبدي الوبائي ج تتضمن: الأجسام المضادة لفيروس ج و ELISA ولطخة ويسترن والتحليل الكمي لـ حمض نووي ريبوزي (RNA) فيروس C.
يستطيع تحليل تفاعل البوليمراز المتسلسل (PCR) الكشف عن حمض نووي ريبوزي (RNA) فيروس ج بعد فترة أسبوع إلى أسبوعين من الإصابة، في حين أن الأجسام المضادة تستغرق وقتا أطول بكثير لتتكون وتظهر.
الإصابة المزمنة بالالتهاب الكبدي ج هي عدوى بفيروس ج الذي يستمر لأكثر من ستة أشهر بناء على وجود حمض نووي ريبوزي (RNA) الخاص به. ولأن الأمراض المعدية المزمنة بشكل عام تستمر بدون أعراض لعقود،  لذا يكتشفها الأطباء في أغلب الأحيان عن طريق فحوص وظائف الكبد أو خلال الكشف الروتيني لمن هم أكثر عرضة للإصابة. لا يمكن للفحص أن يفرق بين العدوى الحادة أو المزمنة

### فحص الدم
يبدأ فحص التهاب الكبد ج عادةً بفحوص الدم للكشف عن وجود أجسام مضادة لـ HCV باستخدام إنزيم مُقايَسة مناعية. لو كانت نتيجة الفحص إيجابية، يُجرى اختبار آخر للتأكد من المُقايسة المناعية ولتحديد شدة الحالة. تجرى مقايسة لطخة مناعية مؤتلفة للتأكد من المقايسة المناعية، ويحدد رد فعل سلسلة إنزيم بوليميراز HCV حمض نووي ريبوزي (RNA) شدة الحالة في حال عدم وجود حمض نووي ريبوزي (RNA) وإذا كانت اللطخة المناعية إيجابية، فهذا يعني أن الشخص كان مصابا في السابق ولكنه شُفي منها سواءً بالعلاج أو بشكل تلقائي؛ وإذا كانت اللطخة المناعية سلبية، فهذا يعني أن المقايسة المناعية خاطئة. يستغرق الأمر من ست إلى ثماني أسابيع بعد الإصابة قبل أن تصبح نتيجة فحوص المقايسة المناعية إيجابية.
يتغير معدل إنزيمات الكبد أثناء المرحلة الأولى من الإصابة؛ وفي المتوسط تبدأ بالارتفاع في الأسبوع السابع من الإصابة والعلاقة بين إنزيمات الكبد وشدة المرض علاقة ضعيفة.

### الخَزْعَة
خَزْعَات الكبد يمكن أن تحدد درجة تضرر الكبد، لكن هذا الإجراء محفوف بالمخاطر. التغيرات النموذجية التي تكشفها الخَزعة هي وجود الخلايا اللمفاوية داخل أنسجة الكبد، الجريبات اللمفانية في الثالوث البابي، والتغيرات في القنوات الصفراوية. هناك عدد من اختبارات الدم المتاحة التي تحاول تحديد درجة الضرر وتقلل من الحاجة لإجراء الخزعة.

### التحري عن المرض
لا تتجاوز نسبة الأشخاص المصابين في الولايات المتحدة وكندا والذين على علم بحالتهم 5–50%.> يُوصى بعمل الاختبار للأشخاص المرتفعي الخطورة، والذين يشملون الأشخاص الموشومين. كما يُوصى بالتحري عن المرض عند الأشخاص الذين تكون إنزيمات الكبد مرتفعة لديهم حيث أنها غالباً ما تكون العلامة الوحيدة على التهاب الكبد المزمن. ولا يُوصى بعمل الفحص الدوري في الولايات المتحدة.

## الوقاية
بدءاً من 2011، لم يعلن عن وجود لِقاح لالتهاب الكبد ج. ما تزال اللقاحات قيد التطوير كما أظهر بعضها نتائج مشجعة. هناك مجموعة من الاستراتيجيات الوقائية مثل برامج تغيير الإبر وعلاج إساءة استخدام العقاقير للحد من مخاطر انتقال وانتشار التهاب الكبد الفيروسي ج لدى متعاطي المخدرات عن طريق الحقن بنسبة 75%. فحص المتبرعين بالدم أمر هام على المستوى الوطني، وكذلك التقيد بالاحتياطات العالمية داخل مرافق الرعاية الصحية. في الدول التي لا يوجد بها مؤونة كافية من المحاقن المعقمة، يتعين على مقدمي خدمة الرعاية الصحية إعطاء الدواء عن طريق الفم بدلاً من الحَقْن.

## العلاج
يسبب الفيروس الكبدي ج إصابة مزمنة في نحو 50–80% من الأشخاص المصابين. وحوالي 40-80% من هذه الحالات تشفى بالعلاج. في بعض الحالات النادرة، من الممكن أن تشفى الإصابة بدون علاج. يجب على الأشخاص المصابين بالتهاب الكبد ج المزمن تجنب الكحول والأدوية السامة للكبد، كما يجب تلقيحهم ضد التهاب الكبد أ والتهاب الكبد ب. الأشخاص المصابون بالتشمع يجب أن يجروا اختبارات الموجات فوق الصوتية من أجل تحري وجود سرطان الكبد.

### الأدوية
الأشخاص الذين تتأكد إصابتهم باضطرابات كبدية بسبب HCV يجب عليهم التوجه للعلاج. العلاج الحالي هو مزيج من البيجنترفيرون والعقار المضاد للفيروسات ريبافيرين لمدة 24 إلى 48 أسبوعاً، اعتماداً على نوعHCV. تتحسن الحالة لدى 50–60% من الأشخاص الخاضعين للعلاج. الجمع بين إما بوسيبرفير أو تيلابرفير مع ريبافيرن وبيجينترفيرون يحسِّن الاستجابة الفيروسية لالتهاب الكبد ج ذو النمط الجيني 1. الأعراض الجانبية للعلاج شائعة؛ نصف الأشخاص الخاضعين للعلاج يصابون بأعراض مشابهة للأنفلونزا، بينما يعاني ثلثهم من مشاكل انفعالية. العلاج خلال الأشهر الستة الأولى أكثر فعالية من العلاج بعد أن يصبح التهاب الكبد ج مزمناً. إذا كان شخصاً مصاباً بعدوى جديدة ولم يتراجع بعد ثماني إلى اثني عشر أسبوعاً، فيُوصى بتناول البيجنترفيرون لمدة 24 أسبوعاً. بالنسبة للأشخاص المصابين بالثلاسيمية (a blood disorder)، يبدو أن الريبافيرين مفيد، لكنه يزيد من الحاجة لإجراء عمليات نقل الدم.
يدَّعي مؤيدو العلاج البديل عدة علاجات بديلة تساعد على علاج التهاب الكبد ج وتشمل مستخلص الحليب لعلاج الكبد، وشجرة الجنكة الصينية، ومحلول الفضة الغروي. ومع ذلك، فقد تبين أنه لا يوجد أي علاج بديل يحسِّن النتائج في التهاب الكبد الوبائي، كما لا يوجد دليل أن العلاجات البديلة لها أي تأثير على الفيروسات على الإطلاق.

## إنذار المرض
يختلف التجاوب مع العلاج حسب النمط الجيني. الاستجابة المستديمة للعلاج تحدث عند حوالي 40-50% من الأشخاص المصابين بـ HCV من النمط الجيني 1 مع العلاج لمدة 48 أسبوعاً. كما تحدث الاستجابة المستديمة لدى حوالي 70-80% من الأشخاص المصابين بـ HCV من الأنماط الجينية 2 وَ 3 مع العلاج لمدة 24 أسبوعًا. وتحدث الاستجابة المستديمة لدى 65% من الأشخاص المصابين بـ HCV من النمط الجيني 4 مع 48 أسبوعاً من العلاج. أما دليل العلاج في المرض من النمط الجيني 6 ضئيل في الوقت الحالي، والدليل المتوفر هو للعلاج لمدة 48 أسبوعاً بنفس الجرعات كما في الإصابة بالفيروس من النمط الجيني 1.

## الوبائيات
| no data <10 10-15 15-20 20-25 25-30 30-35 | 35-40 40-45 45-50 50-75 75–100 >100 |

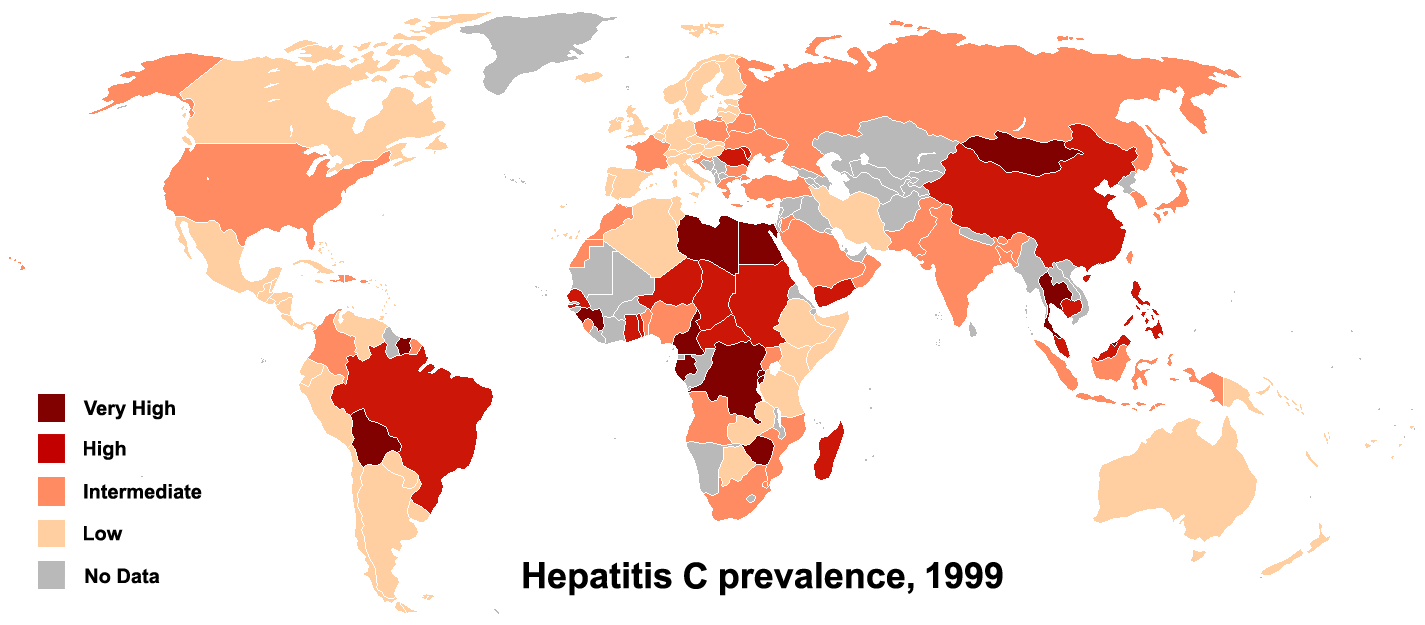
انتشار التهاب الكبد ج في جميع أنحاء العالم في عام 1999

معدل السنة الحياتية للإعاقة لالتهاب الكبد الفيروسي عام 2004 لكل 100,000 نسمة
no data
<10
10-15
15-20
20-25
25-30
30-35
35-40
40-45
45-50
50-75
75–100
>100

يعيش حوالي 71 مليون شخص من سكان العالم وهم مصابون بالتهاب الكبد ج  وبين 3–4 مليون شخص يصابون بالمرض كل سنة، بينما يموت أكثر من 350,000 شخص كل سنة بسبب أمراض متعلقة بالالتهاب الكبدي ج. وزادت المعدلات بشكل كبير في القرن العشرين بسبب مجموعة عوامل منها تعاطي المخدرات عن طريق الحقن والعلاج الوريدي أو استخدام المعدات الطبية غير المعقمة.
في الولايات المتحدة، يوجد حوالي 2% من الأشخاص المصابين بالتهاب الكبد ج، ومع وجود 35,000 إلى 185,000 حالة جديدة كل سنة. انخفضت المعدلات في الغرب منذ تسعينات القرن الماضي بسبب تحسّن فحوص الدم قبل عمليات نقل الدم. يتراوح معدل الوفيات السنوي بسبب HCV في الولايات المتحدة بين 8,000 و10,000 شخص. وتشير التوقعات إلى أن معدل الوفيات سيزداد، حيث يُصاب الأشخاص بالعدوى بسبب عمليات نقل الدم قبل اختبار HCV ويمرضون ويموتون.
تزيد معدلات الإصابة في بعض البلدان في أفريقيا وآسيا. وتشمل البلدان ذات المعدلات المرتفعة جداً من العدوى كل من مصر (22%) وباكستان (4.8%) والصين (3.2%). لكن أصبحت مصر أول دولة بالعالم خالية من فيروس ج (التهاب الكبد C) عام 2023.

## الخلفية التاريخية
في منتصف سبعينيات القرن الماضي، أثبت هارفي جي ألتر، رئيس قسم الأمراض المعدية في إدارة طب نقل الدم في المعهد الوطني للصحة، وفريقه البحثي أن معظم حالات التهاب الكبد بعد عمليات نقل الدم لم تكن بسبب فيروسات التهاب الكبد الف أو ب. وبالرغم من هذا الاكتشاف، إلا أن جهود البحث الدولية فشلت في تحديد الفيروس لمدة عقد من الزمن. في عام 1987، قام مايكل هوتون، وكوي -ليم تشو، وجورج كو في شركة تشيرون، بالتعاون مع الطبيب دي. دبليو. ا برادلي من من مراكز الحماية والوقاية من الأمراض باستخدام منهج جديداً للاستنساخ الجزيئي لتحديد الكائن الحي المجهول وتطوير اختبار تشخيصي. في عام 1988، أكد ألتر وجود الفيروس وذلك بإثبات وجوده في رَعيل من العينات التي لا تحتوي فيروسات التهاب الكبد الف أو بف. وفي أبريل عام 1989، نُشِر اكتشاف HCV في مقالين في مجلة ساينس Science. أدى الاكتشاف إلى تحسينات كبيرة في التشخيص كما حسّن العلاج الفيروسي. وفي عام 2000، كُرِّم الطبيبان ألتر وهوتون بجائزة لاسكر للأبحاث الطبية السريرية تقديرا لعملهما الرائد الذي أدى لاكتشاف الفيروس المُسبِب للالتهاب الكبد C وتطوير طرق الفحص التي حدّت من مخاطر نقل الدم-المصاحبة لالتهاب الكبد في الولايات المتحدة من 30% عام 1970 إلى انعدامها تقريباً في عام 2000.
قدمت تشيرون العديد من براءات الاختراع المتعلقة بالفيروس وتشخيصه. أُسقِط طلب البراءة التنافسية الذي قدمه مركز مكافحة الأمراض في عام 1990 بعد أن دفعت شيرون 1.9 مليون دولار لمركز مكافحة الأمراض و 337,500 دولار لبرادلي. في عام 1994، قدم برادلي دعوة ضد شيرون، في محاولة لإبطال براءة الاختراع، وإدراج نفسه كمخترع مشارك، ويتمكن من تلقي التعويضات وعوائد براءة الاختراع. لكنه أسقط الدعوى عام 1998 بعد خسارته أمام محكمة الاستئناف.

## المجتمع والثقافة
ينظم الاتحاد العالمي لالتهاب الكبد اليوم العالمي لالتهاب الكبد، الذي يقام سنوياً في 28 يوليو. التكاليف الاقتصادية لالتهاب الكبد C باهظة لكلٍ من الفرد والمجتمع. في الولايات المتحدة قُدِرت تكلفة المتوسطة للمرض طوال الحياة بنحو 33,407 دولاراً أمريكياً في عام 2003، وتُقدَّر تكلفة زراعة الكبد بحوالي 20,000 دولاراً أمريكياً اعتبارا من عام 2011. وفي كندا تتجاوز تكلفة دورة علاجية بمضادات الفيروس الـ 30,000 دولاراً كندياً في عام 2003 بينما التكلفة في الولايات المتحدة بين 9,200 و 17,600 دولاراً أمريكياً في عام 1998. في مناطق كثيرة من العالم، لا يقدر الناس على تحمل تكاليف العلاج بالأدوية المضادة للفيروسات لأنهم إما يفتقرون للتغطية التأمينية أو لأن شركات التأمين لا تقبل تغطية كلفة الأدوية المضادة للفيروسات.

## الأبحاث
اعتبارً من عام 2011، بدأ تطوير حوالي مائة علاج لالتهاب الكبد ج C. تشمل هذه الأدوية لقاحات لعلاج التهاب الكبد، المُعدِّلات المناعية، ومُثبِطات السيكلوفيلين . هذه العلاجات الجديدة الواعدة أحدثت تغيراً بسبب فهمها الأفضل لفيروس التهاب الكبد C. .